# Cecina (slak)
Cecina is een geslacht van weekdieren uit de klasse van de Gastropoda (slakken).

## Soorten
- Cecina alta Prozorova, 1996
- Cecina elenae Prozorova, 1996
- Cecina kunashirica Prozorova, 1996
- Cecina manchurica A. Adams, 1861
- Cecina murshudovi Prozorova, 1996
- Cecina satrae Prozorova, 1996
- Cecina scarlatoi Prozorova, 1996
- Cecina tatarica (Schrenck, 1867)